# 伊德里斯一世 (利比亞)
伊德里斯一世，GBE（阿拉伯语：إدريس الأول，1889年3月12日—1983年5月25日），本名賽義德·穆罕默德·伊德里斯·本·賽義德·穆罕默德·馬赫迪·塞努西，是利比亞王國首任、亦是唯一一任國王，於1951年至1969年執政，他亦是塞努西穆斯林教派的教長。

## 生平

### 早年生活
伊德里斯生於鄂圖曼屬利比亞的阿爾雅胡布，該地亦是塞努西教派總部所在之處。他是由賽義德·穆罕默德·馬赫迪·本·塞努西和第五任妻子阿伊莎·本特·艾哈邁德·西爾特所生，他亦是塞努西穆斯林蘇非教派的創立者賽義德·穆罕默德·本·阿里·塞努西的孫子。1916年，他接替退位的表兄賽義德·艾哈邁德·謝里夫·塞努西，成為塞努西穆斯林教派教長。1920年，他獲英國和意大利承認，成為昔蘭尼加地區首任埃米爾，兩年後的7月28日成為的黎波里塔尼亞首任埃米爾，當時的利比亞已變成意大利的殖民地。
伊德里斯於是用了他的早期職業生涯，來通過談判爭取昔蘭尼加獨立。 但在1922年，因意大利軍方對利比亞發動軍事戰役，而選擇了流亡到國外。埃及則成為了他對抗意大利當局的游擊戰事基地。
第二次世界大戰期間，伊德里斯支持英國，並帶領昔蘭尼加民族主義者盟軍，協助盟軍共同對抗軸心力量。1943年，他成功擊敗埃爾溫·隆美爾領導的德國、意大利聯軍，後來他回到班加西及組織官方政府。

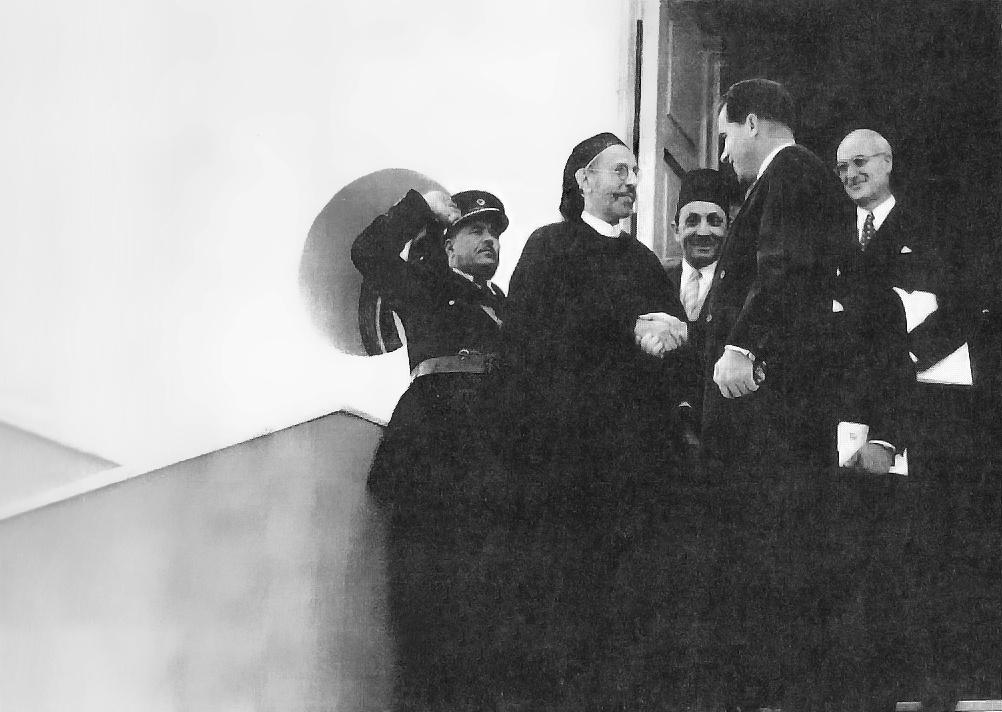
伊德里斯與美國副總統理查德·尼克松（1957年3月）

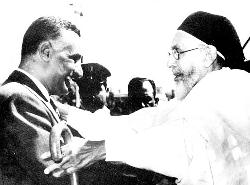
伊德里斯與埃及總統賈邁勒·阿卜杜-納賽爾會面

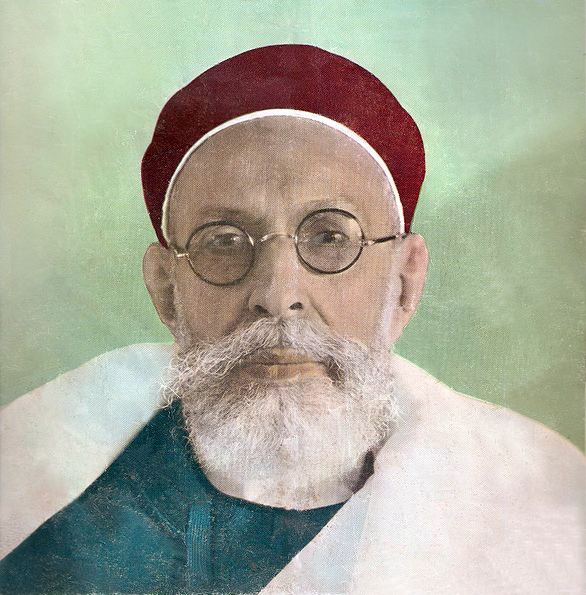
在利比亞雜誌Al Iza'a封面上的伊德里斯肖像（1965年8月15日）

### 利比亞獨立
1949年11月21日，聯合國大會通過決議，規定利比亞於1952年1月1日前完成獨立。於是伊德里斯以利比亞代表的身份，與聯合國進行協商達成共識，決定由昔蘭尼加、的黎波里塔尼亞、費贊三個地區共同組成一個聯合王國。他於1950年12月由利比亞全國代表大會推舉成為國王。1951年12月24日，利比亞正式宣布獨立，他正式登基。
伊德里斯的立場親向西方，包括美國以及在蘇伊士運河危機失去大勢的英國。1952年議會選舉危機後，國王擔心國家再出現類似事件，就禁止組織黨派，這導致民眾只能回歸部落的歸屬。1956年，伊德里斯由於仍未能生產男性後裔來繼承他的王位，所以揀選了其姪兒哈桑·塞努西成為王儲。
正當利比亞經濟隨著國內首度發現石油，和美國空軍維勒斯空軍基地的存在而開始蓬勃起來的時候，伊德里斯的健康開始轉差。王儲哈桑因而承擔更大的角色，且不時攝政。1969年8月4日，伊德里斯簽署退位詔書，指定由王儲哈桑繼承王位，同年9月2日生效。

### 推翻與流亡
同年9月1日，即伊德里斯退位前一天，他正在土耳其接受治療。此時，領導的利比亞軍隊發動了武裝政變，成功廢黜伊德里斯，君主制被廢除，「阿拉伯利比亞共和國」成立。 伊德里斯遂成為無實權的國王，並於翌日依照之前的退位詔書正式退位，由王儲哈桑繼承。他之後從土耳其乘船逃往希臘小鎮卡曼納瓦拉，再流亡到埃及。
1971年11月，伊德里斯被利比亞人民法庭以缺席判處死刑。最後於1983年5月25日在開羅近郊城鎮多基去世，終年94歲。葬於沙特阿拉伯麥地那阿爾巴奇墓園。

## 參看
- 利比亞王國
- 穆阿迈尔·卡扎菲